# 32525 Kynanhughson
32525 Kynanhughson è un asteroide della fascia principale. Scoperto nel 2001, presenta un'orbita caratterizzata da un semiasse maggiore pari a 2,377459 UA e da un'eccentricità di 0,224505, inclinata di 1,524894° rispetto all'eclittica.